# Фаянс

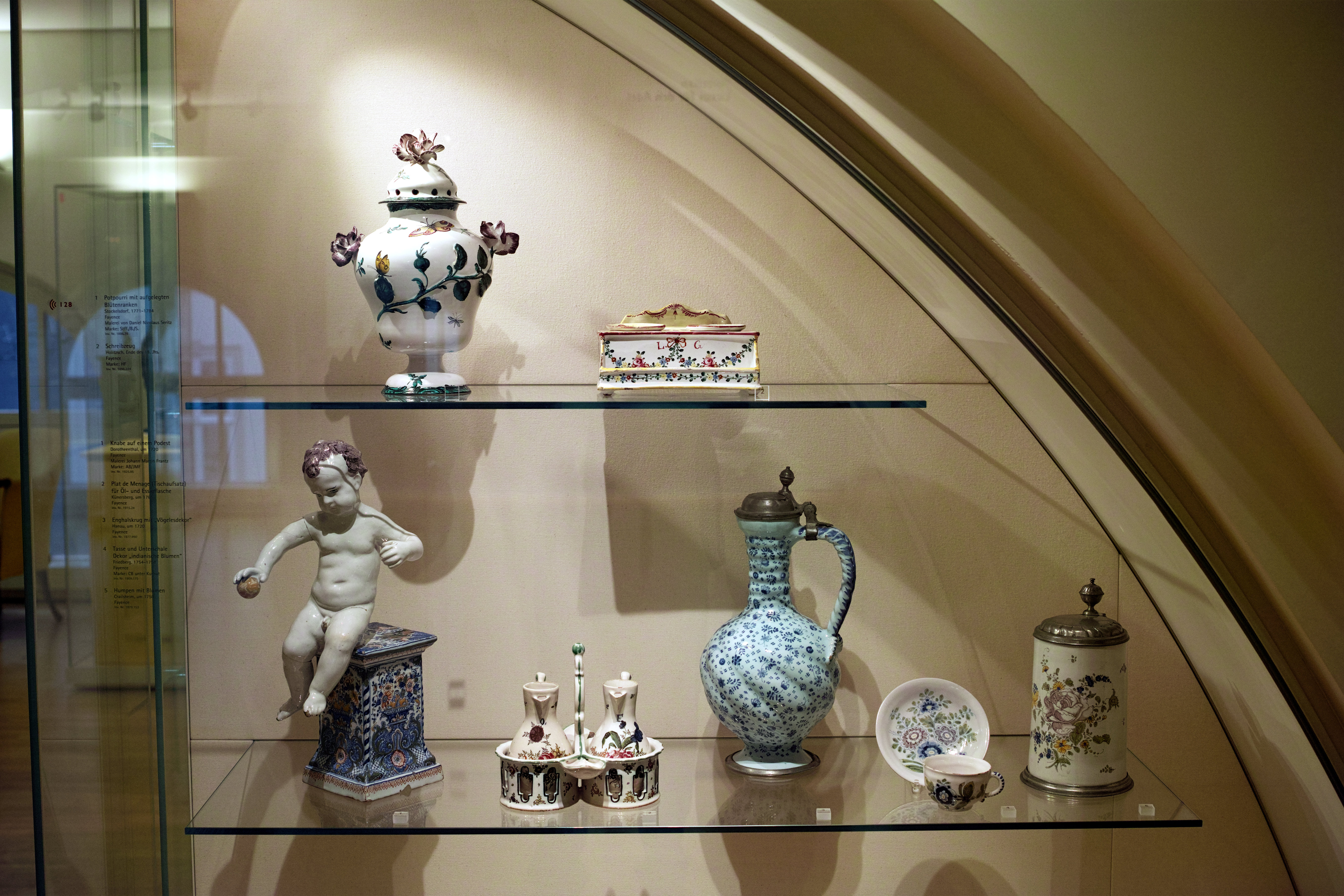
Витрина с изделиями из фаянса. Музей искусств и ремёсел, Гамбург

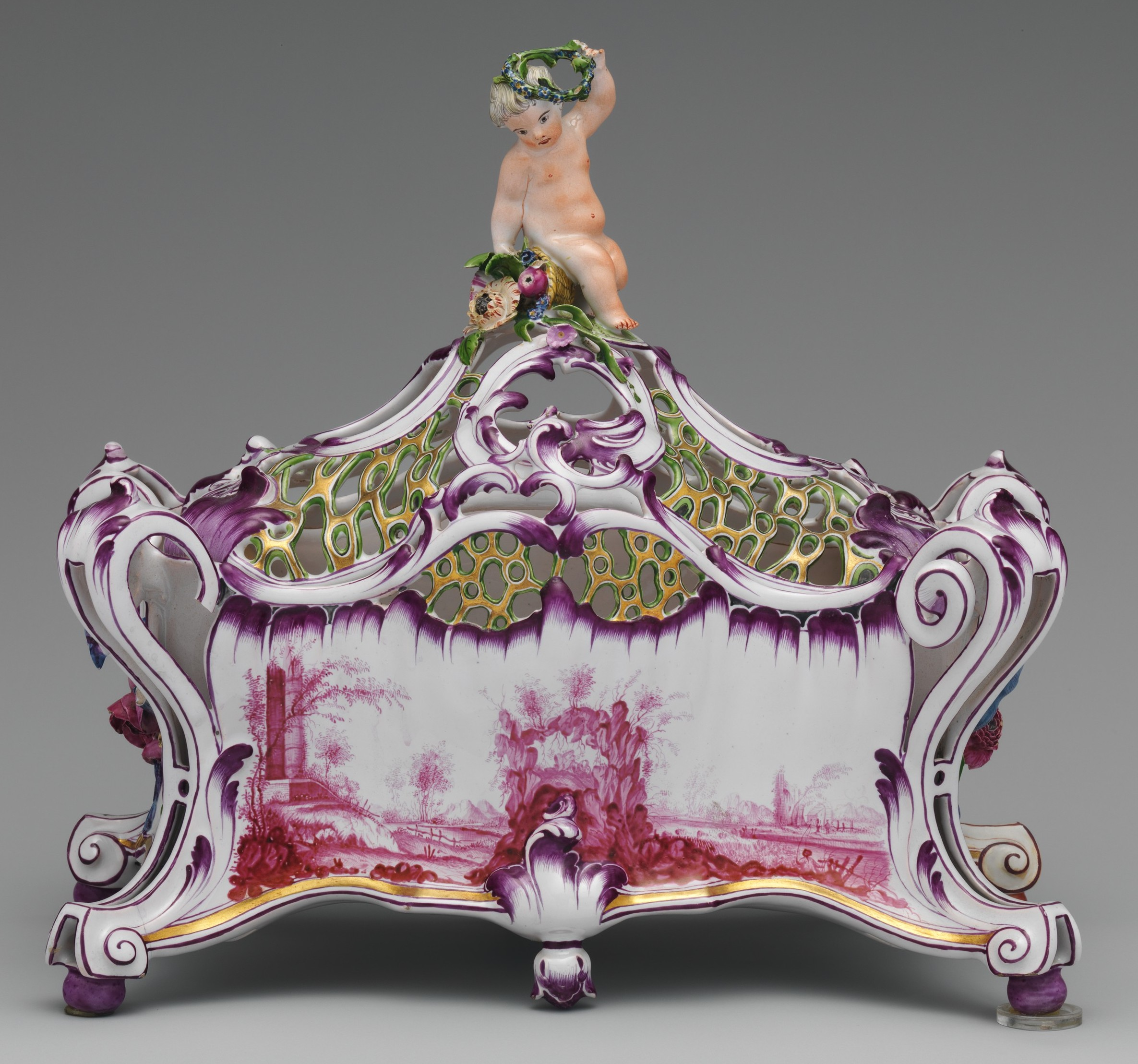
Изысканный фаянс в стиле рококо Нидервиллер от французской фабрики, которая также производила фарфор, 1760-65 гг.

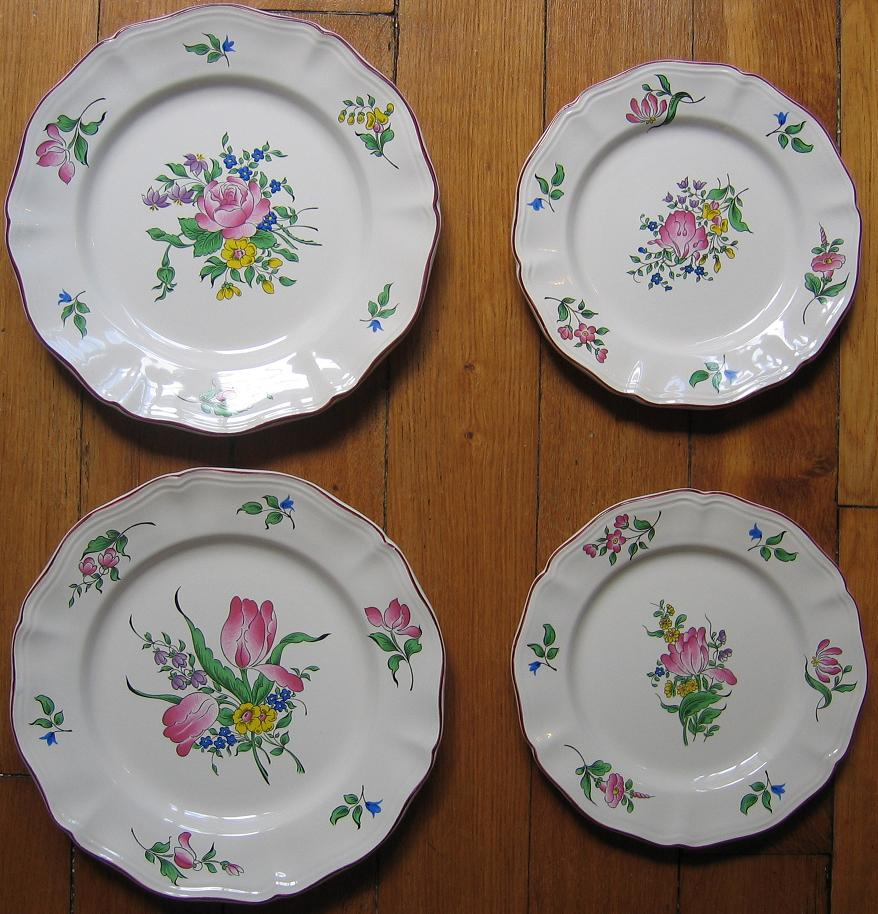
Фаянс из Люневиля

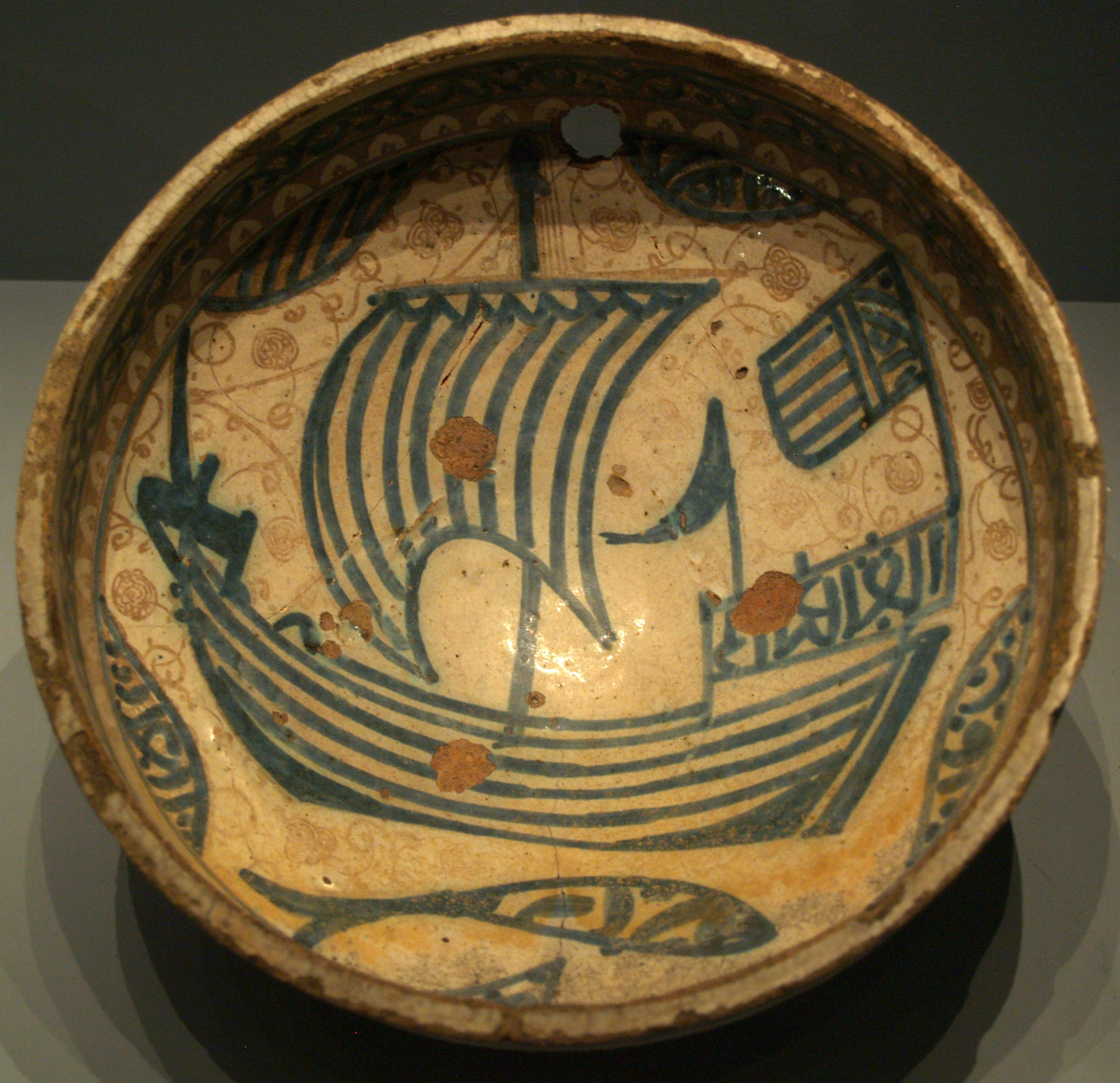
Блюдо из Манисеса (XV век), испано-мавританская керамика, самый ранний вид европейского фаянса.

Фая́нс (фр. faïence, от названия итальянского города Фаэнца, где производился фаянс) — керамические изделия (облицовочные плитки, архитектурные детали, посуда, умывальники, унитазы и др.), имеющие плотный мелкопористый черепок (обычно белый), покрытые прозрачной или глухой (непрозрачной) глазурью. Для изготовления фаянса применяются те же материалы, что и для производства фарфора (меняется лишь соотношение компонентов), и сходная технология (различия в режиме обжига). Высшим сортом фаянса считается опак.

## История фаянса
Близкие к фаянсу изделия изготовлялись в Древнем Египте, Китае IV—V вв., позднее — в Иране, Корее, Японии в XI—XIII вв.

### Европейский фаянс
Особую известность получили иранские изделия с росписью цветными эмалями по кремовой глазури. В Европе фаянс начали выпускать в середине XVI века во Франции, это были изделия с многоцветной или синей кобальтовой подглазурной росписью. В XVIII—XX вв. высокого качества фаянсовые изделия производили керамисты Англии, Германии, России. Определились характерные черты художественного фаянса: мягкость линий, обобщенность форм, многообразие способов украшения — росписью, рельефом, цветными глазурями.

### Фаянс в России
В Российской империи предшественницей фаянса была майолика. В 1724 году в Москве была основана фабрика Гребенщикова, на которой был начат выпуск посуды из майолики.
В 1801 году в городе Перово немцем Карлом Отто был открыт завод фаянса. В настоящее время известен единственный сохранившийся предмет этой фабрики — холодильник в исключительной сохранности.
После Отечественной войны 1812 года были введены ограничительные, а впоследствии и запретительные тарифы на ввоз европейских предметов из фаянса. Это положительно сказалось на отечественном производстве. Иностранные изделия, преимущественно английские, сильно выросли в цене. Большая часть мелких фаянсовых производств открылась в районе Гжели. Необходимость конкурировать с европейскими фабриками, в частности, с Веджвудом, заставила российских производителей не только повышать технологические показатели (тонкость черепка, декоративность изделий, цвет и прочность), но и держать адекватные цены.
В 1833 году в Московской губернии на фабрике «Гарднер», производившей фарфор, было освоено производство фаянса. В 1840-х годах налажено производство фаянса сорта Опак.
Петербургские и гжельские фабрики стали основой фаянсовой промышленности России. Настоящие фаянсовые заводы появились в России лишь в начале XIX века. Именно тогда были открыты Межигорская фаянсовая фабрика и завод Ауэрбаха в Тверской губернии, впоследствии известный как Конаковский фаянсовый завод.